# Leu moldávio
O Leu da Moldova (em romeno: Leu Moldovenesc; código ISO 4217: MDL; plural em romeno: lei) é a moeda de curso legal na República da Moldova. Assim como o leu romeno, o leu moldavo é subdividido em 100 bani (singular ban).
O nome da moeda tem origem na palavra "leão".
Em português, não há ainda forma definida para o plural de "Leu". Os dicionários europeus Priberam, Porto Editora e Universal, bem como os brasileiros Aurélio, Houaiss e Michaelis, todos grafam "Leu" como substantivo válido em português (diferente e em constraste com o substantivo português Léu), mas nenhum deles sugere o plural. Apenas Aurélio trata do tema, mencionando apenas o plural em romeno (língua oficial da Moldova e da Romania), que é lei (enfatizando, porém, se tratar de forma não aportuguesada). Já por sua vez texto de pesquisador da Faculdade de Letras da Universidade de Lisboa recomenda um plural regular em português: leus.

## Moedas

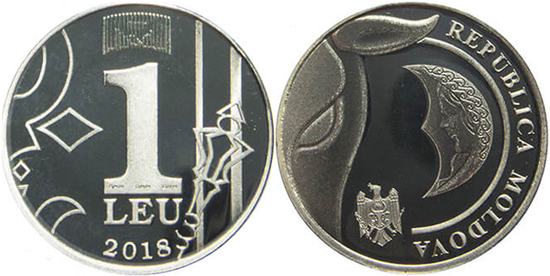
Moeda de 5 fils
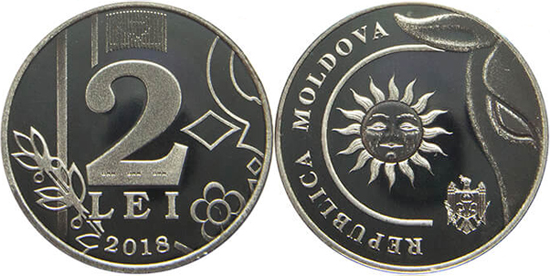
Moeda de 10 fils

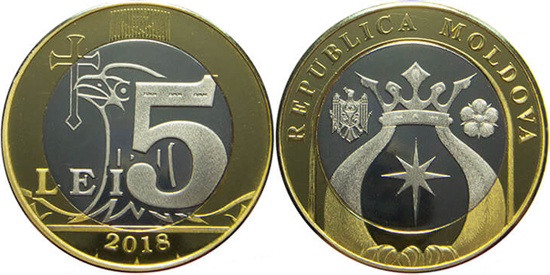
Moeda de 50 fils
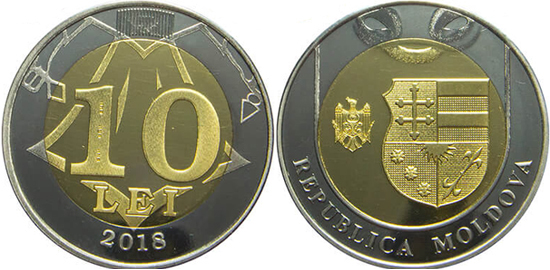
Moeda de 100 fils